# Pachybracon gracilis
Pachybracon gracilis är en stekelart som först beskrevs av Günther Enderlein 1920.  Pachybracon gracilis ingår i släktet Pachybracon och familjen bracksteklar. Inga underarter finns listade i Catalogue of Life.